# Castell de Cornet
El Castell de Cornet és una construcció en ruïnes del municipi de Sallent (Bages), declarada bé cultural d'interès nacional.

## Història
Per l'escassa importància com a centre d'un terme reduït, hom l'anomenava el Castellet de Cornet. Documentat el 1033, fou independent de Sallent fins a l'any 1840. Estigué d'inici sota el domini dels senyors de Balsareny. El 1063, Guillem de Balsareny, bisbe de Vic, l'infeudà als germans Bernat Riculf i Miró, junt als castells de Balsareny, Oristà i Gaià sota pacte de vassallatge.
El 1238 actuava amb relació al castell, o castellet, Gueraula de Castelet de Cornet. Al segle següent, el senyor ers Ferrer de Castellet. Entre 1360 i 1383, Violant de Castellet i de Pinós es casà amb Gilabert de Vilanova i de Pineda. El 1546, Dionísia de Vilanova es casà amb Martí Joan de Foixà. El 1663, Ignasi de Foixà vengué el castell a Miquel Onofre Montfar, fill de Dídac Montfar-Sorts i Cellers i arxiver de l'Arxiu de la Corona d'Aragó.

## Descripció
De l'antic castell termenat romanem abundants ruïnes, mig ocultes per la vegetació. Se'nconserven  restes de llenços de paret pertanyents a les muralles i alguns murs corresponents a les estances interiors. L'aparell de les muralles és fet amb predomini de blocs escantonats ajaçats i mides mitjanes, units amb morter de calç i sorra. En alguns punts es conserven alçades properes als 3 m i alguna espitllera.